# Забашта, Любовь Васильевна
Любовь Васильевна Забашта (укр. Забашта Любов Василівна; 21 января [3 февраля] 1918, Прилуки, Полтавская губерния — 21 июля 1990, Хмельник, Винницкая область) — украинская поэтесса, драматург, прозаик, член Союза писателей СССР, жена А. С. Малышко.

## Биография
Родилась 21 января (3 февраля) 1918 года в городе Прилуки.
Писать стихи начала ещё в школе. В 1935 году на областном совещании молодых литераторов в Чернигове её поэзию услышал и похвалил Павел Тычина. Впервые стихи Любови Васильевны были напечатаны в районной газете «Правда Прилуччини» в 1935 году.
После окончания школы училась в Одесском водном институте, который окончила в 1940 году. Во время войны работала инженером-конструктором на Рыбнинской судоверфи. После войны, оставшись вдовой с сыном на руках, пришла на киевский завод «Ленинская кузница». Заочно окончила литературный факультет пединститута имени Горького (сейчас Национальный педагогический университет имени М. П. Драгоманова). В дальнейшем заведовала отделом поэзии литературного журнала «Дніпро».
В декабре 1956 года во второй раз вышла замуж — за Андрея Малышко.
Жила в Киеве в доме писателей «Ролит», на фасаде которого 12 марта 2003 года ей установлена бронзовая памятная доска (скульптор М. И. Билык).
Умерла 21 июля 1990 года во время лечения в Хмельнике (не выдержало сердце). Похоронена в Киеве на Байковом кладбище рядом с Андреем Малышко (участок № 1).

## Творчество
Любовь Забашта автор нескольких поэтических сборников, книг прозы, пьес и драматических поэм. Немало стихов, положенных на музыку, стали популярными песнями.
Автор поэтических сборников «Калиновая гроздь» (1956), «Цвет папоротника» (1960), «Берег надежды» (1974), «Киевская гора» (1982), посвященных труду кораблестроителей, земледельцев, защитникам Отечества.
Драматические и лиро-эпические поэмы: «Девушка из легенды» (1968), «Роксолана (Девушка из Рогатина)» (1971), «Леся Украинка» (1973), «София Киевская» (1982) отражают глубокий интерес поэтессы к украинской истории и культуре.
В активе Л. Забашты также роман «Там, за рекой, — молодость» (1970), художественно-документальная повесть «Дом моего детства» (1983), детская лирика. Её творчество пронизано идеями гуманизма, веры в самоотверженность и доброту человека.
Тарасу Шевченко поэтесса посвятила драматизированную поэму «Терновая судьба», стихи «Земли Боян славный», «Крепки, как Шевченково слово», «Шевченко и Олдридж» (1961) и другие.

### Издания произведений в переводе на русский язык
- Слово имеет женщина (М., 1953)
- Дружба (Л., 1954)
- Мальвы на камне (Л., 1958)
- Песня и хлеб (М.-Л., 1962)
- Дерево моих надежд (М., 1968)
- Земля Антеев (М., 1976)
- Есть вечная любовь (М., 1986)